# О’Хара, Джейми
Джейми Даррил О’Хара (англ. Jamie Darryl O'Hara; 25 сентября 1986, в Дартфорде) — английский футболист, полузащитник.

## Карьера
В 2003 году, будучи школьником, перешёл из академии «Арсенала» в академию «Тоттенхэма».
13 января 2006 года был отдан в аренду в клуб «Честерфилд». дебютный матч провёл 14 января против «Донкастер Роверс». Матч закончился со счётом 1:1. Пребывание в «Честерфилде» можно назвать удачным, за это время Джейми забил 5 мячей.
24 августа 2007 года был отдан в аренду в «Миллуолл» сроком на месяц.
Дебют в «Тоттенхэме» состоялся 15 декабря 2007 года в матче против «Портсмута». А 22 декабря он вышел в основе в матче против своего бывшего клуба — «Арсенала».
Первый свой гол за «Тоттенхэм» Джейми забил 21 февраля 2008 года в матче кубка УЕФА против пражской «Славии» на «Уайт Харт Лейн».
Сезон 2009/10 провёл в составе «Портсмута». Помог команде выйти в финал Кубка Футбольной лиги.
21 июня 2011 года О’Хара подписал контракт с клубом «Вулверхэмптон Уондерерс», за который игрок на правах аренды выступал вторую половину сезона 2010/11, сроком на 5 лет. «Волки» выкупили у «Тоттенхэма» все права на футболиста. После вылета команды в третий дивизион перешёл в «Блэкпул».

## Достижения
- Финалист Кубка футбольной лиги (1): 2008/09